# Natação nos Jogos Pan-Americanos de 2011 - 400 m medley feminino
As competições dos 400 metros medley feminino da natação nos Jogos Pan-Americanos de 2011 foram realizadas no dia 15 de outubro no Centro Aquático Scotiabank, em Guadalajara.

## Medalhistas
| Ouro   | USA Julia Smit      |
| Prata  | BRA Joanna Maranhão |
| Bronze | USA Allysa Vavra    |

## Recordes
Antes desta competição, os recordes mundiais e olímpicos da prova eram os seguintes:
| Tipo                             | Atleta             | Tempo   | Local    | Data                 | Ref |
| -------------------------------- | ------------------ | ------- | -------- | -------------------- | --- |
|                                  | AUS Stephanie Rice | 4m29s45 | Pequim   | 10 de agosto de 2008 | ver |
| Recorde dos Jogos Pan-Americanos | CAN Joanne Malar   | 4m38s46 | Winnipeg | 2 de agosto de 1999  | ver |

## Resultados

### Eliminatórias
| Pos. | Bateria | Raia | Nadador               | País                     | Tempo     | Obs. |
| ---- | ------- | ---- | --------------------- | ------------------------ | --------- | ---- |
| 1    | 4       | 4    | Julia Smit            | USA Estados Unidos       | 4:51.78   | QA   |
| 2    | 3       | 4    | Allysa Vavra          | USA Estados Unidos       | 4:53.76   | QA   |
| 3    | 2       | 4    | Joanna Maranhão       | BRA Brasil               | 4:54.51   | QA   |
| 4    | 3       | 5    | Georgina Bardach      | ARG Argentina            | 4:57.58   | QA   |
| 5    | 4       | 5    | Karyn Jewell          | CAN Canadá               | 4:57.81   | QA   |
| 6    | 4       | 3    | Susana Escobar        | MEX México               | 4:58.57   | QA   |
| 7    | 2       | 5    | Hanna Pierse          | CAN Canadá               | 4:59.76   | QA   |
| 8    | 3       | 3    | Samantha Arevalo      | ECU Equador              | 5:02.29   | QA   |
| 9    | 3       | 6    | Julia Arino           | ARG Argentina            | 5:06.78   | QB   |
| 10   | 3       | 2    | Eliana Barrios        | VEN Venezuela            | 5:07.70   | QB   |
| 11   | 2       | 3    | Montserrat Ortuño     | MEX México               | 5:08.47   | QB   |
| 12   | 4       | 6    | Larissa Cieslak       | BRA Brasil               | 5:09.86   | QB   |
| 13   | 4       | 7    | Patricia Quevedo      | PER Peru                 | 5:13.30   | QB   |
| 14   | 4       | 2    | Barbara Caraballo     | PUR Porto Rico           | 5:17.07   | QB   |
| 15   | 2       | 2    | Zara Bailey           | JAM Jamaica              | 5:19.46   | QB   |
| 16   | 2       | 1    | Lani Cabrera          | BAR Barbados             | 5:19.66   | QB   |
| 17   | 1       | 5    | Daniela Reyes         | CHI Chile                | 5:20.05   |      |
| 18   | 1       | 3    | Laura Rodríguez       | DOM República Dominicana | 5:22.28   |      |
| 19   | 4       | 8    | Daniella van den Berg | ARU Aruba                | 5:24.75   |      |
| 20   | 3       | 7    | Ana Castellanos       | HON Honduras             | 5:26.80   |      |
| 21   | 2       | 7    | María Torres          | PER Peru                 | 5:27.30   |      |
| 22   | 4       | 1    | Karen Vilorio         | HON Honduras             | 5:30.42   |      |
| 23   | 3       | 1    | Lara Butler           | CAY Ilhas Cayman         | 5:35.96   |      |
| 24   | 1       | 4    | Amara Gibbs           | BAR Barbados             | 5:38.27   |      |
|      | 2       | 6    | Daniela Victoria      | VEN Venezuela            | 9:99.99 ! | DNS  |

### Final B
| Pos. | Raia | Nadador           | País           | Tempo   | Obs. |
| ---- | ---- | ----------------- | -------------- | ------- | ---- |
| 1    | 4    | Julia Arino       | ARG Argentina  | 5:01.20 |      |
| 2    | 3    | Montserrat Ortuño | MEX México     | 5:04.07 |      |
| 3    | 5    | Eliana Barrios    | VEN Venezuela  | 5:04.10 |      |
| 4    | 6    | Larissa Cieslak   | BRA Brasil     | 5:12.83 |      |
| 5    | 7    | Barbara Caraballo | PUR Porto Rico | 5:17.61 |      |
| 6    | 1    | Zara Bailey       | JAM Jamaica    | 5:17.72 |      |
| 7    | 2    | Patricia Quevedo  | PER Peru       | 5:20.50 |      |
| 8    | 8    | Lani Cabrera      | BAR Barbados   | 5:22.06 |      |

### Final A
| Pos.              | Raia | Nadador          | País               | Tempo   | Obs. |
| ----------------- | ---- | ---------------- | ------------------ | ------- | ---- |
| Medalha de ouro   | 4    | Julia Smit       | USA Estados Unidos | 4:46.15 |      |
| Medalha de prata  | 3    | Joanna Maranhão  | BRA Brasil         | 4:46.33 |      |
| Medalha de bronze | 5    | Allysa Vavra     | USA Estados Unidos | 4:48.05 |      |
| 4                 | 1    | Hanna Pierse     | CAN Canadá         | 4:52.95 |      |
| 5                 | 6    | Georgina Bardach | ARG Argentina      | 4:53.81 |      |
| 6                 | 7    | Susana Escobar   | MEX México         | 4:54.49 |      |
| 7                 | 2    | Karyn Jewell     | CAN Canadá         | 4:57.65 |      |
| 8                 | 8    | Samantha Arevalo | ECU Equador        | 4:58.27 |      |

Legenda
| Recorde mundial                  | Recorde mundial (World record)               |                       | Recorde africano                      | Recorde africano (African) |                                           | Q | Classificado por posição (Qualified) |
| Recorde dos Jogos Pan-Americanos | Recorde pan-americano (Pan-American record)  | Recorde da América    | Recorde da América (Americas)         | q                          | Classificado por melhor tempo (Qualified) |   |                                      |
| Melhor marca do ano              | Melhor marca do ano (World leading)          | Recorde asiático      | Recorde asiático (Asian)              | DNS                        | Não largou (Did not start)                |   |                                      |
| Recorde nacional                 | Recorde nacional (National record)           | Recorde europeu       | Recorde europeu (European)            | DNF                        | Não terminou (Did not finish)             |   |                                      |
| Recorde pessoal                  | Recorde pessoal do atleta (Personal best)    | Recorde da Oceania    | Recorde da Oceania (Oceania)          | DSQ / DQ                   | Desclassificado (Disqualified)            |   |                                      |
| Recorde da temporada             | Recorde da temporada do atleta (Season best) | Recorde sul-americano | Recorde sul-americano (South America) | NM                         | Sem marca (No mark)                       |   |                                      |